# Кубок валлійської ліги з футболу 2021—2022
Кубок валлійської ліги 2021—2022 — 30-й розіграш Кубка валлійської ліги.

## Календар
| Раунд        | Дата                 | Матчі | Клуби   |
| ------------ | -------------------- | ----- | ------- |
| Перший раунд | 16-17 липня 2021     | 14    | 46 → 32 |
| 1/16 фіналу  | 6-8 серпня 2021      | 16    | 32 → 16 |
| 1/8 фіналу   | 21-22 вересня 2021   | 8     | 16 → 8  |
| 1/4 фіналу   | 26 жовтня 2021       | 4     | 8 → 4   |
| 1/2 фіналу   | 26-27 листопада 2021 | 2     | 4 → 2   |
| Фінал        | 6 лютого 2022        | 1     | 2 → 1   |

## Перший раунд
| Команда 1                     | Рахунок      | Команда 2             |
| ----------------------------- | ------------ | --------------------- |
| 16 липня 2021                 |              |                       |
| Лланеллі (2)                  | 5:0          | Ньюпорт Каунті (Л2)   |
| Брітон Феррі (2)              | 2:2 пен. 3:4 | Понтипрідд Таун (2)   |
| Бангор Сіті (2)               | 4:0          | Голігед Готспур (2)   |
| 17 липня 2021                 |              |                       |
| Трефелін (2)                  | 2:0          | Таффс Велл (2)        |
| Кембріан-енд-Клайдеч-Вейл (2) | 4:1          | Кармартен Таун (2)    |
| Ллантвіт Майор (2)            | 3:3 пен. 2:4 | Ріска Юнайтед (2)     |
| Кумбран Селтік (2)            | 3:0          | Аван Лідо (2)         |
| Ллангефні Таун (2)            | 1:2          | Престатін Таун (2)    |
| Голівелл Таун (2)             | 2:1          | Колвін Бей (2)        |
| Ейрбас (2)                    | 1:1 пен. 6:5 | Гвілсфілд (2)         |
| Лланідлос Таун (2)            | 2:3          | Гресфорд Атлетік (2)  |
| Лланрхаідр (2)                | 1:4          | Пенринкоч (2)         |
| Лландидно (2)                 | 3:3 пен. 3:0 | Денбай Таун (3)       |
| Порт-Толбот Таун (2)          | -:+          | Свонсі Юніверсіті (2) |

## 1/16 фіналу
| Команда 1                     | Рахунок      | Команда 2                       |
| ----------------------------- | ------------ | ------------------------------- |
| 6 серпня 2021                 |              |                                 |
| Ейрбас (2)                    | 3:2          | Баклі Таун (2)                  |
| Конві Боро (2)                | 1:3          | Голівелл Таун (2)               |
| Коннас-Кі Номадс              | 2:0          | Лландидно (2)                   |
| Престатін Таун (2)            | 3:0          | Кевн Друїдс                     |
| Ратін Таун (2)                | 0:3          | Карнарвон Таун                  |
| Аберіствіт Таун               | 1:1 пен. 5:4 | Пенібонт                        |
| Амманфорд (2)                 | 0:4          | Кардіфф Метрополітен Юніверсіті |
| 7 серпня 2021                 |              |                                 |
| Кумбран Селтік (2)            | 1:2          | Понтипрідд Таун (2)             |
| Трефелін (2)                  | 2:0          | Ріска Юнайтед (2)               |
| Флінт Таун Юнайтед            | 1:1 пен. 1:3 | Бала Таун                       |
| Гресфорд Атлетік (2)          | 0:1          | Бангор Сіті (2)                 |
| Баррі Таун                    | 5:0          | Лланеллі (2)                    |
| Кембріан-енд-Клайдеч-Вейл (2) | 2:4          | Ньютаун                         |
| Гейверфордвест Каунті         | 3:0          | Гойтр Юнайтед (2)               |
| Анді Атлетік (2)              | 1:1 пен. 5:3 | Свонсі Юніверсіті (2)           |
| 8 серпня 2021                 |              |                                 |
| Пенринкоч (2)                 | 2:1          | Нью-Сейнтс                      |

## 1/8 фіналу
| Команда 1             | Рахунок      | Команда 2                       |
| --------------------- | ------------ | ------------------------------- |
| 21 вересня 2021       |              |                                 |
| Коннас-Кі Номадс      | 6:3          | Ейрбас (2)                      |
| Престатін Таун (2)    | 3:4          | Голівелл Таун (2)               |
| Ньютаун               | 5:0          | Карнарвон Таун                  |
| Аберіствіт Таун       | 2:5          | Кардіфф Метрополітен Юніверсіті |
| Бангор Сіті (2)       | 0:0 пен. 7:8 | Бала Таун                       |
| Баррі Таун            | 3:0          | Трефелін (2)                    |
| Гейверфордвест Каунті | 5:0          | Анді Атлетік (2)                |
| 22 вересня 2021       |              |                                 |
| Пенринкоч (2)         | 1:3          | Понтипрідд Таун (2)             |

## 1/4 фіналу
| Команда 1             | Рахунок | Команда 2                       |
| --------------------- | ------- | ------------------------------- |
| 26 жовтня 2021        |         |                                 |
| Коннас-Кі Номадс      | 4:0     | Голівелл Таун (2)               |
| Бала Таун             | 3:1     | Ньютаун                         |
| Гейверфордвест Каунті | 0:2     | Кардіфф Метрополітен Юніверсіті |
| Баррі Таун            | 7:1     | Понтипрідд Таун (2)             |

## 1/2 фіналу
| Команда 1                       | Рахунок | Команда 2        |
| ------------------------------- | ------- | ---------------- |
| 26 листопада 2021               |         |                  |
| Бала Таун                       | 1:4     | Коннас-Кі Номадс |
| 27 листопада 2021               |         |                  |
| Кардіфф Метрополітен Юніверсіті | 3:2     | Баррі Таун       |

## Фінал
| Команда 1                       | Рахунок       | Команда 2        |
| ------------------------------- | ------------- | ---------------- |
| 6 лютого 2022                   |               |                  |
| Кардіфф Метрополітен Юніверсіті | 0:0 пен. 9:10 | Коннас-Кі Номадс |